# Anders Ligner
Anders Vibidor Ligner, född 22 juni 1930 i Göteborg, död 29 december 2017, var en svensk jurist som var lagman i Mölndals tingsrätt från 1987 till 1997.
Ligner blev juris kandidat vid Uppsala universitet 1957 och genomförde sin tingstjänstgöring 1957–1959 innan han blev fiskal i hovrätten för Västra Sverige 1960. Han utsågs 28 december 1973 till rådman i Mölndals tingsrätt och till lagman där 26 november 1987.
Ligner var son till läkaren Johan Ligner och hans maka Greta, född Haeger. Han var från 1954 gift med Gunilla, född Lindeblad 1933. De fick två barn.